# Vladyslav Tretyak
Pour les articles homonymes, voir Vladislav Tretiak.
Vladyslav Vasylovych Tretyak (né le 21 février 1980 à Kiev) est un escrimeur ukrainien, spécialiste du sabre.
Il remporte la médaille de bronze lors des Jeux olympiques de 2004.